# Érdekelt fél
Egy vállalatnál az érdekeltek „olyan csoportok tagjai, amelyek támogatása nélkül a szervezet megszűnne létezni”, ahogyan azt a szó első használata a Stanford Kutatóintézet 1963-as belső memorandumában meghatározta. Az elméletet később R. Edward Freeman fejlesztette tovább és támogatta az 1980-as években. Azóta széles körben elfogadottá vált az üzleti gyakorlatban és a stratégiai menedzsmenttel, a vállalatirányítással, az üzleti célokkal és a vállalati társadalmi felelősségvállalással (CSR) kapcsolatos elméletekben. A vállalati felelősségnek a figyelembe veendő érdekeltek osztályozásán keresztül történő meghatározását kritika érte, mivel hamis kettősséget teremt a „részvényesi modell” és az „érdekeltek modellje” között, illetve a részvényesek és más érdekelt felek iránti kötelezettségek hamis analógiáját.

## Típusok
Bármely szervezet vagy csoport által hozott intézkedés hatással lehet azokra az emberekre, akik a magánszektorban kapcsolatban állnak velük. Ilyenek például a szülők, a gyermekek, az ügyfelek, a tulajdonosok, az alkalmazottak, a társak, a partnerek, a vállalkozók és a beszállítók, a rokonok vagy a közelben tartózkodó személyek. Általánosságban háromféle érdekelt fél létezik:
- Az elsődleges érdekeltek általában belső érdekeltek, azok, akik gazdasági tranzakciókat folytatnak a vállalkozással (például részvényesek, ügyfelek, beszállítók, hitelezők és alkalmazottak).
- A másodlagos érdekeltek általában külső érdekeltek, akik - bár nem vesznek részt közvetlen gazdasági cserében a vállalkozással - érintettek vagy befolyásolhatják annak tevékenységét (például a nyilvánosság, a közösségek, az aktivista csoportok, a vállalkozást támogató csoportok és a média).
- A kizárt érdekeltek olyanok, mint például a gyermekek vagy az érdektelen nyilvánosság, eredetileg, mivel nincs gazdasági hatásuk a vállalkozásra. Most, hogy a koncepció antropocentrikus szemléletet vesz fel, míg egyes csoportokat, mint például a közvéleményt, érdekelt félként ismerhetjük el, mások továbbra is kizárva maradnak. Ez a nézőpont nem ad hangot a növényeknek, állatoknak vagy akár a geológiának mint érdekelt feleknek, hanem csak instrumentális értéket képvisel az emberi csoportokkal vagy egyénekkel szemben.

Egy vállalat érdekelt feleinek szűk körű feltérképezése a következő érdekelt feleket azonosíthatja: 
- Alkalmazottak
- Közösségek
- Részvényesek
- Hitelezők
- Befektetők
- Kormány
- Ügyfelek
- Tulajdonosok
- Finanszírozók
- Menedzserek

A vállalat érdekelt feleinek szélesebb körű feltérképezése magában foglalhatja a következőket is:
- Szállítók
- Forgalmazók
- Szakszervezetek
- Kormányzati szabályozó ügynökségek
- Kormányzati jogalkotó szervek
- Kormányzati adószedő ügynökségek
- Ipari szakmai csoportok
- Szakmai szövetségek
- Nem kormányzati szervezetek és egyéb érdekképviseleti csoportok
- Leendő alkalmazottak
- Leendő ügyfelek
- Helyi közösségek
- Nemzeti közösségek
- Nagyközönség (globális közösség)
- Versenytársak
- Iskolák
- Jövő nemzedékek
- Elemzők és média
- Kutatóközpontok

## A vállalati felelősségvállalásban
A vállalatirányítás és a vállalati felelősségvállalás területén vita folyik arról, hogy a céget vagy vállalatot elsősorban az érdekeltek, a részvényesek (részvényesek), az ügyfelek vagy mások számára kell-e irányítani. Az érdekeltek mellett érvelők a következő négy fő állításra alapozhatják érveiket:
1. Értéket leginkább úgy lehet teremteni, ha megpróbáljuk maximalizálni a közös eredményeket. E gondolkodásmód szerint például azok a programok, amelyek egyszerre elégítik ki a munkavállalók és a részvényesek igényeit, kétszeresen értékesek, mivel egyszerre két jogos érdekcsoportot szólítanak meg. Bizonyított, hogy az ilyen politika együttes hatásai nemcsak additívak, hanem akár multiplikatívak is lehetnek. Például azáltal, hogy a munkavállalók és a részvényesek érdekei mellett a vásárlók kívánságait is egyszerre kezelik, az utóbbi két csoport is profitál a megnövekedett eladásokból.
2. A támogatók azt is vitatják, hogy sok üzleti gondolkodó, különösen a múltban, kiemelkedő szerepet tulajdonított a részvényeseknek. Az érvelés szerint az adósságtulajdonosok, a munkavállalók és a beszállítók is hozzájárulnak, és így kockázatot is vállalnak egy sikeres vállalat létrehozásában.
3. Ezek a normatív érvek nem sokat számítanának, ha a részvényesek (részvényesek) teljes mértékben irányítanák a vállalatot. Sokan azonban úgy vélik, hogy bizonyos típusú igazgatótanácsi struktúrák miatt a felsővezetők, például a vezérigazgatók irányítják leginkább a vállalatot.
4. Egy vállalat legnagyobb értéke az arculata és a márkája. Azzal, hogy a vállalatok megpróbálják kielégíteni sok különböző ember igényeit és szükségleteit a helyi lakosságtól és vásárlóktól kezdve a saját alkalmazottaikig és tulajdonosaikig, megelőzhetik az imázsuk és márkájuk károsodását, megakadályozhatják, hogy nagy mennyiségű eladást és elégedetlen ügyfeleket veszítsenek, és megelőzhetik a költséges jogi kiadásokat. Bár az érdekeltek szemlélete megnövekedett költségekkel jár, sok cég úgy döntött, hogy a koncepció javítja az imázsukat, növeli az eladásokat, csökkenti a vállalati gondatlanságból eredő felelősség kockázatát, és kevésbé valószínű, hogy nyomásgyakorló csoportok, kampánycsoportok és nem kormányzati szervezetek célpontjává válnak.

Egy vállalati érdekelt fél befolyásolhatja a vállalat egészének tevékenységét, vagy az egész vállalat tevékenységei hatással lehetnek rá. Míg a részvényesek gyakran a legközvetlenebb és legnyilvánvalóbb érdekeltséggel rendelkező fél az üzleti döntésekben, ők az érdekeltek egyik alcsoportja, mivel az ügyfelek és a munkavállalók is érdekeltek az eredményben. Az érdekeltek legfejlettebb értelmében a valódi vállalati felelősség szempontjából az externáliák hordozói is az érdekeltek közé tartoznak.

## A menedzsmentben
A 20. század utolsó évtizedeiben az „érdekelt fél” szót egyre gyakrabban használták olyan személy vagy szervezet megjelölésére, akinek jogos érdeke fűződik egy projekthez vagy szervezethez. Az intézmények döntéshozatali folyamatának megvitatásakor - beleértve a nagy üzleti vállalatokat, kormányzati ügynökségeket és nonprofit szervezeteket - a fogalom kibővült, és mindenkit magában foglal, akinek érdeke (vagy „tétje”) van abban, amit a szervezet tesz. Ez nemcsak az eladókat, alkalmazottakat és ügyfeleket foglalja magában, hanem még annak a közösségnek a tagjait is, ahol az iroda vagy a gyár hatással lehet a helyi gazdaságra vagy környezetre. Ebben az összefüggésben az „érdekelt fél” nemcsak az igazgatótanácsban lévő igazgatókat vagy kurátorokat foglalja magában (akik a szó hagyományos értelmében érdekelt felek), hanem minden olyan személyt is, aki befizetett a képletes tétbe, és azokat is, akiknek azt „kifizetik” (a játékelméletben a „payoff” értelmében, ami a tranzakció eredményét jelenti). Ezért az érdekeltek közösségével való hatékony kapcsolattartáshoz a szervezet vezetésének tisztában kell lennie az érdekeltekkel, ismernie kell igényeiket és elvárásaikat, ismernie kell hozzáállásukat (támogató, semleges vagy ellenző), és képesnek kell lennie arra, hogy rangsorolja a teljes közösség tagjait, hogy a szervezet szűkös erőforrásait a legjelentősebb érdekeltekre összpontosítsa.
Példa
- Például egy olyan hivatásos bérbeadó esetében, aki felújítást végez bizonyos bérlakásokban, amelyeket a munkálatok ideje alatt laknak, a legfontosabb érdekelt felek a lakók, a szomszédok (akik számára a munkálatok kellemetlenséget jelentenek), valamint a bérbeadó által alkalmazott bérletkezelési és lakáskarbantartási csoport. További érdekeltek a finanszírozók és a tervező és kivitelező csapat.

A gazdálkodó egység ügyeiben való minden egyes érdekeltségi forma birtokosait választókerületnek nevezzük, így lehet a részvényesek választókerülete, a szomszédos ingatlanok tulajdonosainak választókerülete, a bankok választókerülete, amelyeknek a gazdálkodó egység tartozik, és így tovább. Ebben a használatban az „alkotó” az „érdekelt fél” szinonimája.

## Érintettek elmélete
Post, Preston, Sachs (2002) a következő meghatározást használja az „érdekelt fél” fogalmára: „Olyan személy, csoport vagy szervezet, akinek érdeke vagy érdekeltsége van egy szervezetben. Az érdekeltek befolyásolhatják a szervezet tevékenységét, céljait és politikáját, vagy hatással lehetnek rá. Néhány példa a legfontosabb érdekeltekre: hitelezők, igazgatók, alkalmazottak, kormány (és annak szervei), tulajdonosok (részvényesek), beszállítók, szakszervezetek és a közösség, amelyből a vállalkozás az erőforrásait meríti.
Nem minden érdekelt fél egyenlő. A vállalat ügyfeleinek joguk van a tisztességes kereskedelmi gyakorlathoz, de nem ugyanarra a megfontolásra jogosultak, mint a vállalat alkalmazottai. Egy vállalat érdekeltjei azok az egyének és választói csoportok, akik önként vagy akaratlanul hozzájárulnak a vállalat vagyonteremtő képességéhez és tevékenységéhez, és akik ezért potenciális haszonélvezői és/vagy kockázatviselői.” Ez a meghatározás eltér a stakeholder-elmélet (Freeman, 1983) régebbi meghatározásától, amely a versenytársakat is a vállalat érdekeltjei közé sorolja. Robert Allen Phillips a Stakeholder Theory and Organizational Ethics (Az érdekeltek elmélete és a szervezeti etika) című könyvében erkölcsi alapot ad az érdekeltek elméletének. Ebben John Rawls munkásságán alapuló „érdekeltek méltányosságának elvét”, valamint a normatív és a származékos legitim érdekeltek közötti különbségtételt védi. Valódi érdekeltek, címkézett stakeholderek: a legitim érdekeltséggel rendelkező valódi érdekeltek, a kölcsönös előnyökre törekvő lojális partnerek. Az érdekelttulajdonosok birtokolják és megérdemlik a cégben való részesedést. Az érdekeltek kölcsönösségének elve innovatív kritérium lehet a vállalatirányítási vitában, hogy kinek kell képviseletet biztosítani az igazgatótanácsban. A vállalati társadalmi felelősségvállalásnak magában kell foglalnia a vállalati érdekeltek felelősségét.

## Példák a vállalat érintettjeire
| Érintettek:     | Az érdekelt felek aggályai: |
| --------------- | --- |
| Kormány         | adózás, áfa, jogszabályok, munkaviszony, valós bevallás, törvényszerűségek, externáliák...                                      |
| Alkalmazottak   | fizetés mértéke, munkahely biztonsága, kompenzáció, tisztelet, őszinte kommunikáció, megbecsülés, elismerés, elismerés.         |
| Ügyfelek        | érték, minőség, ügyfélszolgálat, etikus termékek.                                                                               |
| Szállítók       | a végtermékben felhasznált termékek és szolgáltatások szolgáltatói az ügyfél számára, méltányos üzleti lehetőségek.             |
| Hitelezők       | hitelpontszám, új szerződések, likviditás.                                                                                      |
| Közösség        | munkahelyek, bevonódás, környezetvédelem, részvények, őszinte kommunikáció.                                                     |
| Szakszervezetek | minőség, munkavállalók védelme, munkahelyek.                                                                                    |
| Tulajdonos(ok)  | jövedelmezőség, hosszú élettartam, piaci részesedés, piaci helyzet, utódlás tervezés, tőkebevonás, növekedés, társadalmi célok. |
| Befektetők      | befektetés megtérülése, bevétel.                                                                                                |

## Lásd még
- Az érintettek bevonása
- Érintettek elmélete
- Érintettek (jog)
- az Egyesült Királyság társasági joga
- Strategy Markup Language, amelynek alapvető elemei az <Érintettek>
- Többszereplős irányítási modell

## Idézetek
1. ↑  Heath (2006). „Business ethics without stakeholders”. Business Ethics Quarterly 16 (3), 533–557. o. DOI:10.5840/beq200616448. „One of the central advantages of the market failures approach to business ethics is that, far from being antithetical to the spirit of capitalism, it can plausibly claim to be providing a more rigorous articulation of the central principles that structure the capitalist economy. If firms were to behave more ethically, according to this conception, the result would be an enhancement of the benefits that the market provides to society, and the elimination of many of its persistent weaknesses. It would help to perfect the private enterprise system, rather than destroy it.”
2. ↑  Carroll (1991. július 1.). „The Pyramid of corporate social responsibilities”. Business Horizons. [2018. február 21-i dátummal az eredetiből archiválva]. DOI:10.1016/0007-6813(91)90005-G. (Hozzáférés: 2024. június 4.)
3. ↑  Samuel C. Certo. Modern Management, 10th, Pearson (2005)

1. (1983) „Stockholders and Stakeholders: A new perspective on Corporate Governance”. California Management Review 25 (3), 88–106. o. DOI:10.2307/41165018. JSTOR 41165018. (Hozzáférés: 2017. október 21.)
2.Frémond, Olivier: The Role of Stakeholders. OECD , 2000. október 1.
3.Heath, Joseph (2006). „Business ethics without stakeholders”. Business Ethics Quarterly 16 (3), 533–557. o. DOI:10.5840/beq200616448. „One of the central advantages of the market failures approach to business ethics is that, far from being antithetical to the spirit of capitalism, it can plausibly claim to be providing a more rigorous articulation of the central principles that structure the capitalist economy. If firms were to behave more ethically, according to this conception, the result would be an enhancement of the benefits that the market provides to society, and the elimination of many of its persistent weaknesses. It would help to perfect the private enterprise system, rather than destroy it.”
4.Carroll, Archie B. (1991. július 1.). „The Pyramid of corporate social responsibilities”. Business Horizons. [2018. február 21-i dátummal az eredetiből archiválva]. DOI:10.1016/0007-6813(91)90005-G. (Hozzáférés: 2024. június 4.)
5.Shareholder vs. Stakeholder: Two Approaches to Corporate Governance. IESE Business School, 2008. június 1. (Hozzáférés: 2017. április 29.)
6.„Shareholders v Stakeholders: A new idolatry”, The Economist , 2010. április 22. (Hozzáférés: 2017. április 29.) 
7.Lin, Tom C.W., "Incorporating Social Activism" (December 1, 2018). 98 Boston University Law Review 1535
8.Stakeholder Relationship Management: A Maturity Model for Organisational Implementation, Dr. Lynda Bourne, 2007
9. (2003) „From Efficient Markets Theory to Behavioral Finance”. Journal of Economic Perspectives 17 (1), 83–104. o. DOI:10.1257/089533003321164967.
10. Redefining the Corporation: Stakeholder Management and Organizational Wealth. Stanford University Press (2002). ISBN 978-0-8047-4304-4
11.Samuel C. Certo. Modern Management, 10th, Pearson (2005)